# Britwell Prior
Britwell Prior var en civil parish från 1866 till 1912 då den blev en del av Britwell, i grevskapet Oxfordshire, i England. Civil parish var belägen 21 km från Oxford och hade 64 invånare år 1911.